# Ásdís Hjálmsdóttir
Ásdís Hjálmsdóttir (née le 28 octobre 1985 à Reykjavik) est une athlète islandaise, spécialiste du lancer du javelot.

## Biographie
Son meilleur lancer est de 61,37 m obtenu à Reykjavik le 16 mai 2009.
Elle est le porte-drapeau olympique islandais à Londres en 2012.
Elle bat le record national en 62,77 m lors des qualifications et termine 11e en finale.
Elle termine 3e de la Coupe d'Europe hivernale des lancers 2016 à Arad.
Le 12 juillet 2017, soit près de 5 ans plus tard, elle bat son record personnel et national à Joensuu (Finlande) en réalisant un jet à 63,43 m.
Le 6 août, elle se qualifie pour la finale des championnats du monde de Londres grâce à un jet à 63,06 m. Elle y termine à la 11e place avec 60,16 m.

## Palmarès
| Date | Compétition                          | Lieu           | Résultat | Épreuve | Marque  |
| ---- | ------------------------------------ | -------------- | -------- | ------- | ------- |
| 2003 | Championnats d'Europe juniors        | Tampere        | 19e      | Javelot | 42,23 m |
| 2004 | Championnats du monde juniors        | Grosseto       | 6e       | Javelot | 54,05 m |
| 2005 | Championnats d'Europe espoirs        | Erfurt         | 4e       | Javelot | 53,78 m |
| 2005 | Jeux des petits États d'Europe       | Reykjavik      | 3e       | Poids   | 12,74 m |
| 2005 | Jeux des petits États d'Europe       | Reykjavik      | 1re      | Disque  | 46,07 m |
| 2005 | Jeux des petits États d'Europe       | Reykjavik      | 1re      | Javelot | 57,05 m |
| 2007 | Jeux des petits États d'Europe       | Monaco         | 2e       | Disque  | 46,73 m |
| 2009 | Coupe d'Europe hivernale des lancers | Los Realejos   | 2e       | Javelot | 60,42 m |
| 2009 | Jeux des petits États d'Europe       | Nicosie        | 1re      | Javelot | 58,93 m |
| 2010 | Championnats d'Europe                | Barcelone      | 9e       | Javelot | 54,32 m |
| 2011 | Coupe d'Europe hivernale des lancers | Sofia          | 3e       | Javelot | 56,44 m |
| 2011 | Championnats du monde                | Daegu          | 12e      | Javelot | 59,15 m |
| 2012 | Championnats d'Europe                | Helsinki       | 13e      | Javelot | 55,29 m |
| 2012 | Jeux olympiques                      | Londres        | 10e      | Javelot | 59,08 m |
| 2013 | Jeux des petits États d'Europe       | Luxembourg     | 1re      | Javelot | 56,15 m |
| 2014 | Championnats d'Europe                | Zürich         | 13e      | Javelot | 56,36 m |
| 2015 | Jeux des petits États d'Europe       | Reykjavik      | 2e       | Disque  | 42,13 m |
| 2015 | Jeux des petits États d'Europe       | Reykjavik      | 1re      | Javelot | 58,85 m |
| 2016 | Coupe d'Europe hivernale des lancers | Arad           | 3e       | Javelot | 59,53 m |
| 2016 | Championnats d'Europe                | Amsterdam      | 8e       | Javelot | 60,37 m |
| 2017 | Coupe d'Europe hivernale des lancers | Grande Canarie | 2e       | Javelot | 59,20 m |
| 2017 | Jeux des petits États d'Europe       | Serravalle     | 2e       | Poids   | 15,39 m |
| 2017 | Jeux des petits États d'Europe       | Serravalle     | 1re      | Javelot | 60,03 m |
| 2017 | Championnats d'Europe par équipes    | Tel Aviv       | 2e       | Javelot | 60,67 m |
| 2017 | Championnats du monde                | Londres        | 11e      | Javelot | 60,16 m |
| 2019 | Championnats d'Europe par équipes    | Skopje         | 1re      | Javelot | 57,04 m |

## Records
| Épreuve           | Performance  | Lieu    | Date            |
| ----------------- | ------------ | ------- | --------------- |
| Lancer du javelot | 63,43 m (NR) | Joensuu | 12 juillet 2017 |